# Arnau Comas Feixas
Arnau Comas Feixas (nascut l'11 d'abril de 2000) és un futbolista professional català que juga com a defensa al Deportivo de La Coruña.

## Carrera esportiva
Nascut a Cassà de la Selva, Catalunya, Comas va començar la seva carrera amb el FC Barcelona de la Lliga espanyola. El 2019 va ser cedit a la UE Olot de la tercera categoria espanyola. En tornar al FC Barcelona B després de la cessió, va aconseguir jugar 55 partits de lliga amb l'equip en les dues temporades següents.
Comas es va traslladar a Suïssa i es va unir al primer equip del FC Basilea per a la temporada 2022-23 signant un contracte de quatre anys, fins a l'estiu de 2026, essent el seu entrenador en cap Alexander Frei. El 21 de juliol de 2022, va debutar amb el seu nou equip amb una victòria per 2-0 sobre el Crusaders FC irlandès a la segona ronda de classificació de la Lliga Europa Conferència de la UEFA 2022-23. Tres dies després va jugar el seu debut a la lliga nacional amb el club en el partit a casa a l'estadi St. Jakob, en què el Basilea va assolir un empat 1-1 contra el  Servette FC. Va marcar el seu primer gol per a l'equip en el partit a casa el 23 d'octubre. De fet, va marcar el primer i el segon gol de l'equip al minut 2 i 8, en la victòria del Basilea per 3-1 contra el Winterthur. Comas es va convertir immediatament en titular habitual de l'equip i, durant les vacances d'hivern, ja havia jugat 13 partits a la lliga nacional i 12 a la Conference League. No obstant això, el defensa va patir una lesió muscular durant la concentració a Marbella al gener. El 5 d'abril, el club va anunciar que, després d'una millora inicial, va resultar que la lesió era més greu del que es pensava originalment i que estava trigant molt més del que s'esperava inicialment. Comas no va tornar a jugar aquella temporada.
Comas es va recuperar a temps per a l'inici de la temporada 2023–24 del FC Basel amb el nou entrenador Timo Schultz. No obstant això, va patir una lesió al menisc lateral esquerre en el partit contra el Servette FC el 23 d'octubre i va ser substituït després de només quatre minuts. L'endemà, el club va anunciar que l'espanyol s'havia operat amb èxit aquell matí i que li havien suturat l'esquinçament. Malauradament, Comas estaria de baixa durant diversos mesos.
El 31 de gener de 2025, Comas va fitxar per la SD Eibar en qualitat de cedit amb una opció de compra. El 4 de juliol va signar un contracte de tres anys amb el Deportivo de La Coruña.